# Polarització de fotons
La polarització de fotons és la descripció mecànica quàntica de l'ona electromagnètica plana sinusoïdal polaritzada clàssica. Es pot descriure un fotó individual que té polarització circular dreta o esquerra, o una superposició dels dos. De manera equivalent, un fotó es pot descriure com una polarització lineal horitzontal o vertical, o una superposició dels dos.
La descripció de la polarització de fotons conté molts dels conceptes físics i gran part de la maquinària matemàtica de descripcions quàntiques més implicades, com ara la mecànica quàntica d'un electró en un pou de potencial. La polarització és un exemple de grau de llibertat qubit, que constitueix una base fonamental per a la comprensió de fenòmens quàntics més complicats. Gran part de la maquinària matemàtica de la mecànica quàntica, com ara vectors d'estat, amplituds de probabilitat, operadors unitaris i operadors hermitians, sorgeixen de manera natural a partir de les equacions clàssiques de Maxwell a la descripció. El vector d'estat de polarització quàntica per al fotó, per exemple, és idèntic al vector de Jones, normalment utilitzat per descriure la polarització d'una ona clàssica. Els operadors unitaris sorgeixen del requisit clàssic de conservació de l'energia d'una ona clàssica que es propaga per mitjans sense pèrdues que alteren l'estat de polarització de l'ona. Els operadors hermitians segueixen llavors les transformacions infinitesimals d'un estat de polarització clàssic.
Moltes de les implicacions de la maquinària matemàtica es poden verificar fàcilment experimentalment. De fet, molts dels experiments es poden realitzar amb lents de sol polaroid.
La connexió amb la mecànica quàntica es fa mitjançant la identificació d'una mida mínima de paquet, anomenada fotó, per a l'energia en el camp electromagnètic. La identificació es basa en les teories de Planck i la interpretació d'aquestes teories per Einstein. El principi de correspondència permet llavors la identificació del moment i el moment angular (anomenat espín), així com l'energia, amb el fotó.